# 195
195（百九十五、ひゃくきゅうじゅうご）は自然数、また整数において、194の次で196の前の数である。

## 性質
- 195は合成数であり、約数は1, 3, 5, 13, 15, 39, 65, 195である。
  - 約数の和は336。
- 195の1と195自身を除く約数の和は140であり、140の1と140自身を除く約数の和は195である。このような性質を持つ2つの数の組を婚約数という。140と195は2番目の婚約数であり、1つ前は (48, 75)、次は (1050, 1925)。
  - なお、140も約数の和は336である。
- 19番目の楔数である。1つ前は190、次は222。
  - 楔数がハーシャッド数になる8番目の数である。1つ前は190、次は222。
- 57番目のハーシャッド数である。1つ前は192、次は198。
  - 15を基とする最小のハーシャッド数である。次は285。
  - 基数 n における最小のハーシャッド数とみたとき、1つ前の14は266、次の16は448。(オンライン整数列大辞典の数列 A002998)
- 195 = 52 + 72 + 112
  - 3連続素数の平方和で表せる3番目の数である。1つ前は83、次は339。
  - 195 = 12 + 52 + 132 = 52 + 72 + 112
  - 3つの平方数の和2通りで表せる45番目の数である。1つ前は187、次は197。(オンライン整数列大辞典の数列 A025322)
  - 異なる3つの平方数の和2通りで表せる27番目の数である。1つ前は181、次は197。(オンライン整数列大辞典の数列 A025340)
- 1/195 = 0.0051282… (下線部は循環節で長さは6)
  - 逆数が循環小数になる数で循環節が6になる33番目の数である。1つ前は189、次は208。
- 各位の積が各位の和の3倍になる5番目の数である。1つ前は176、次は235。(オンライン整数列大辞典の数列 A062035)
- 195 = 142 − 1
  - n = 2 のときの 14n − 1 の値とみたとき1つ前は13、次は2743。
  - n = 14 のときの n 2 − 1 の値とみたとき1つ前は168、次は224。(オンライン整数列大辞典の数列 A005563)
- 195 = 4 × 72 − 1
  - n = 7 のときの 4n 2 − 1 の値とみたとき1つ前は143、次は255。(オンライン整数列大辞典の数列 A000466)
- 約数の和が195になる数は1個ある。(72) 約数の和1個で表せる43番目の数である。1つ前は194、次は198。
  - 約数の和が奇数になる17番目の奇数である。1つ前は183、次は217。
- 各位の和が15になる9番目の数である。1つ前は186、次は249。

## その他 195 に関連すること
- 第195代ローマ教皇は、クレメンス5世（在位：1305年6月5日～1314年4月20日）である。
- 年始から数えて195日目は7月14日、閏年は7月13日。
- 白金の原子量は、約195。
- 国鉄シキ195形貨車は、大物車。
- エンブラエル 195はブラジルのエンブラエル社製の旅客機。
- スカパー!のCh195は、スカチャン195。
- ウェルボーン・C・ウッド (USS Welborn C. Wood, DD-195) は、アメリカ海軍の駆逐艦。
- ソーンヒル (USS Thornhill, DE-195) は、アメリカ海軍の護衛駆逐艦。
- シーライオン (USS Sealion, SS-195) は、アメリカ海軍の潜水艦。
- 日本が承認している国の数は、195ヶ国。
- JR東日本キヤE195系気動車は、レール運搬車であるJR東海キヤ97系気動車のカスタマイズモデル。